# Ebru Polat
Filiz Sarıkaya (n. 1 iunie 1983, İzmir, İzmir, Turcia) cunoscută ca Ebru Polat, este o cântăreață turcă.

## Biografie
Ebru Polat s-a născut la 1 iunie 1983 la Izmir. A luat lecții de balet de la o vârstă fragedă. În timp ce se afla în școala primară, Polat s-a alăturat corului școlii sale, dar, pe măsură ce a crescut și a decis să studieze dreptul. În 2005, și-a încheiat studiile la Facultatea de Drept a Universității Mediteraneene de Est. A lucrat pentru scurt timp într-o instituție de drept înainte de a se înscrie la Universitatea Üsküdar pentru a obține un master în psihologie.

## Carieră
Ea a început să urmeze o carieră în muzică și s-a mutat la Londra și a studiat muzica la Royal Academy of Arts. În 2009, și-a lansat albumul de studio de debut Kalp Ayazı. Albumul conținea cântece scrise și compuse de Serdar Ortaç, Fettah Can, Murat Güneș și Sezen Aksu. Polat a scris și compus, de asemenea, piesa Delikanlı Kız pentru acest album. 
Cel de-al doilea album de studio Dinle 2011 a fost lansat în 2011. Printre piesele pe care le-a preluat pentru acest album se numără Haydi Git, Mutlu Ol Yeter și Artık Sevmeyeceğim. Acesta a fost urmat de un alt single intitulat Kaçın Kurasıyım în 2012. Pentru acest single, ea a preluat piesa Hani Dünya Tatlısı, scrisă de Aysel Gürel și compusă de Mehmet Erbil Savaș. În 2013, ea a lansat două single-uri: Günaha Davet și Hediyem Olsun. După ce a lansat coverul piesei Çilli Bom în 2015 și-a lansat cel de-al treilea album de studio 9 Hit. Albumul conținea cântece scrise și compuse de Serdar Ortaç, Altan Çetin, Onurr, Alper Narman, Murat Güneș, Gökhan Tümkaya, Hüseyin Cebișci și Efe Demiryoğuran. Din 2015, și-a continuat cariera prin lansarea de single-uri, majoritatea scrise și compuse de ea însăși.

## Discografie
- Kalp Ayazı (2009)
- Dinle 2011 (2011)
- 9 Hit (2015)